# Trần Ngọc Lan (nhân vật)
Trần Ngọc Lan (Tiếng Anh: Ngoc Lan Tran) là tên một nhân vật hư cấu xuất hiện trong bộ phim điện ảnh Downsizing của Hoa Kỳ năm 2017 do nữ diễn viên Hồng Châu thủ vai. Ngọc Lan thuộc tuyến nhân vật phụ trong tác phẩm châm biếm này, cô là một nhà bất đồng chính kiến người Việt Nam bị nhà nước buộc phải "thu nhỏ" xuống còn khoảng 5 inch (12,7 cm) rồi tống vào chốn lao ngục. Trên chuyến hành trình trốn khỏi đất nước, cô bị mất một phần chân trái dưới đầu gối. Bộ phim do Alexander Payne đạo diễn - đồng viết kịch bản cùng với Jim Taylor. Màn hóa vai của Châu được nhiều nhà phê bình công nhận là nhân tố nổi bật trong phim. Một số cây bút chỉ trích vai diễn này không khác gì một bức tranh biếm họa phân biệt chủng tộc người da vàng bởi lối phát âm tiếng Anh bồi rất nặng giọng Việt. Châu bảo vệ vai diễn và cho rằng nhân vật của cô mang nhiều ý nghĩa hơn thế. Bất chấp xung quanh những tranh cãi, màn thể hiện của Châu vẫn được giới hàn lâm công nhận qua hàng loạt những đề cử giải thưởng ở hạng mục Nữ diễn viên phụ xuất sắc nhất.

## Ngoại hình hư cấu
Trong Downsizing, Trần Ngọc Lan là một nhà bất đồng chính kiến người Việt bị chính phủ bỏ tù và buộc "thu nhỏ" kích thước cơ thể xuống còn 5 inch. Cô và những cá nhân cùng hội cùng thuyền cố gắng nhập cư lậu vào Hoa Kỳ trong một hộp carton truyền hình nhưng đến phút cuối chỉ còn Lan là người sống sót duy nhất, sau đó buộc phải cắt cụt một phần chân trái dưới đầu gối. Cô cư trú trong khu ổ chuột Leisureland và sống bằng nghề lao công dọn dẹp nhà cửa, nhân vật chính của phim - Paul Safrânek để ý đến Lan và cố gắng giúp cô sửa chữa bàn chân giả đang xuống cấp.

## Thử vai và chuẩn bị
Hồng Châu tình cờ được biết Alexander Payne đang lên ý tưởng phát triển một bộ phim về đề tài châm biếm khoa học viễn tưởng, trước đó Châu đã xem tất cả các tác phẩm của vị đạo diễn này nên cô xin quản lý của mình bản sao kịch bản trước khi biết có một vai phụ nữ gốc Á trong phim. Châu gửi đoạn băng thử giọng và đạo diễn đã nhận được. Cả hai sau đó gặp nhau để thảo luận về vai diễn, trong khi các nhà làm phim tiến hành tìm kiếm diễn viên tầm cỡ quốc tế, cuối cùng họ quyết định chọn Châu. Là người gốc Việt nhưng lớn lên ở Hoa Kỳ, Châu luyện giọng cho nhân vật của mình bằng cách rút ra kinh nghiệm cá nhân với các thành viên gia đình là thế hệ đầu tiên nhập cư vào quốc gia. Châu cho biết có rất ít vai người Việt Nam và người Mỹ gốc Việt trong kinh đô điện ảnh Hollywood, đặc biệt là vai diễn có hoàn cảnh tị nạn phản ánh đúng với thực tế gia đình cô. Châu tâm sự: "Đây là nhân vật mà chúng ta thường thấy ở phía sau hậu trường, họ không hề được chú ý nhiều trong phim cũng như ngoài đời."
Ngọc Lan được Châu mô tả là "một nửa độc tài, một nửa Mẹ Teresa và một phần Charlie Chaplin". Cô mô phỏng nhân vật của mình theo nhà văn Flannery O'Connor và nhà hoạt động môi trường người Honduras Berta Cáceres, đồng thời lấy nguồn cảm hứng từ bộ phim Akahige năm 1965 của Kurosawa Akira. Nhằm mục đích khắc họa rõ nét và chân thực về cá nhân bị đoạn chi, Châu làm việc với chuyên gia tư vấn về người khuyết tật có trụ sở tại Toronto, Ontario, Canada. Nhà tư vấn cũng là người cụt giống nhân vật - đã dẫn Châu tham quan một vòng xung quanh trung tâm phục hồi chức năng nơi cô và những bệnh nhân tàn tật khác đã trải qua quá trình trị liệu. Châu bắt đầu tập đi cho giống với người có chân giả, và sau này là một cái chân gỗ. Cô nói: "Tôi hy vọng ngoài việc mọi người xem vai diễn này và được truyền cảm hứng vì Ngọc Lan là phụ nữ châu Á, họ cũng sẽ được tiếp thêm sức mạnh từ việc cô ấy là một người khuyết tật, và tôi mong điều đó sẽ tạo cảm hứng cho họ viết thêm nhiều câu chuyện khác nữa."
Nữ diễn viên cho biết đạo diễn đề nghị để Châu đổi tên nguyên tác nhưng cô từ chối do nhận thấy các nhân vật gốc Á trước kia thường có tên dễ gọi đối với người Mỹ. Cô vẫn muốn dùng biệt danh này vì nó đẹp trong tiếng Việt dẫu cho hơi khó phát âm đối với dân bản địa.

## Đón nhận và phê bình
Theo trang web tổng hợp bình luận Metacritic, Downsizing nhận được "các bài đánh giá nhìn chung là thuận lợi", tác phẩm đạt điểm 63/100. Đây là con số lấy mẫu từ 48 nhà phê bình, trong đó xác định rõ 26 bài đánh giá là tích cực, 19 bài đánh giá trái chiều và 3 bài đánh giá tiêu cực. Trong số những ý kiến đồng thuận, cây bút Ann Hornaday của tờ The Washington Post cho biết màn trình diễn của Châu "tinh tế, đáng yêu, bộc trực và biểu đạt đầy cảm động" trong khi Alonso Duralde từ TheWrap viết: "Nếu có thứ gì đó nổi bật ở đây thì nó chính là Châu, đảm nhận kiểu nhân vật có thể dễ dàng trở thành một vị thánh tử vì đạo, Châu khiến cô ấy trở nên hài hước, sôi nổi, cảm động và đôi khi hơi tục tĩu." Nhà phê bình Richard Roeper của tờ Chicago Sun-Times thì nhận định "Hồng Châu xuất sắc trong vai Ngọc Lan bốc lửa, hài hước và lỗ mãng một cách tuyệt vời." Ngoài ra, Moira Macdonald đến từ The Seattle Times gọi sự thể hiện của Châu trên màn ảnh là "siêu khủng khiếp".
Trong số các ý kiến trái chiều, David Sims đến từ The Atlantic cho biết "Màn trình diễn của Châu tràn đầy năng lượng và sự chân thành, nhưng Ngọc Lan dường như tồn tại chỉ để giúp Paul nhận ra sự thật về bản thân: anh ta không thể trở nên tốt hơn chỉ bằng cách trốn chạy đến thế giới của 'cộng đồng hoàn hảo'. Paul cần nhận ra những điều tốt đẹp về bản thân để cuối cùng cảm thấy thoải mái về vị trí của mình trên thế giới." Joshua Rothkopf của tờ Time Out phàn nàn về "Việc giới thiệu nữ lao công người Việt Nam và cũng là cựu bất đồng chính kiến (vai diễn của Châu trước đó trong phim Inherent Vice) gần như là một bức tranh biếm họa rõ nét về thứ tiếng Anh bồi." Bên cạnh đó, nhà phê bình Alissa Wilkinson của Vox nhận định "Kể từ khi Downsizing được chiếu tại các liên hoan phim, đã có nhiều lời chỉ trích về nhân vật Lan, người sở hữu giọng bồi nặng có đất diễn (khá nhiều) chỉ để gây cười." Wilkinson nói rằng cá nhân Paul "không phải là người quá hấp dẫn hay thú vị", đặc biệt là khi đứng cạnh "Ngọc Lan, một kẻ ăn nói thực dụng". Ngoài ra, cây bút Emily Yoshida viết cho blog Vulture của tạp chí New York nêu ý kiến:
Đã phát sinh một số lời bình luận trái chiều về màn thể hiện của Châu, nhân vật sử dụng giọng bồi vô cùng nặng, nhưng cũng dễ dàng trở thành nhân tố thú vị và sôi động nhất trong toàn bộ dàn diễn viên. Ngọc Lan đứng từ khía cạnh trải nghiệm cá nhân hoàn toàn khác so với Paul, một cô gái đã bước qua cuộc tranh đấu vĩ đại trước khi bị teo nhỏ so với cặp vợ chồng (Paul và Audrey) chẳng thể tậu nổi một ngôi nhà. Tuy nhiên Châu vẫn cố gắng hết sức để tìm ra những điểm thú vị trong nhân cách tốt bụng của nhân vật — Ngọc Lan còn hơn cả một chút thô lỗ và vô cảm, đó là khía cạnh cứu chuộc duy nhất trong mối tình lãng mạn hoàn toàn không cần thiết giữa cô và Paul.
Trong số những đánh giá tiêu cực, Sheila O'Malley của RogerEbert.com nhận thấy câu chuyện có "rất nhiều vấn đề" và nói: "Vì Ngọc Lan là một nhân vật mạnh mẽ, còn Châu thì quá  hài hước, lanh lảnh và hống hách, vậy nên cô ấy đã đảm nhận hết toàn thể bộ phim." O'Malley nhận thấy hầu hết các tuyến nhân vật phụ, kể cả Ngọc Lan, là những nhân tố "thú vị và có da thịt" hơn hẳn so với nhân vật chính do Matt Damon thủ vai.

## Tranh cãi
Sau những buổi công chiếu sớm, một số nhà phê bình và khán giả đã chỉ trích nhân vật Trần Ngọc Lan là bức tranh biếm họa dân châu Á, với vai diễn mang giọng thuần Việt và lời thoại bằng tiếng Anh bồi, một phản ứng mà đạo diễn Alexander Payne và hãng phân phối Paramount Pictures đã không lường trước được vì nó không xuất hiện trong các buổi chiếu thử. The Guardian cho biết giọng và lời thoại của nhân vật "được vắt sữa nhiều lần để chọc cười", còn trang ScreenCrush gọi vai diễn này là "bức tranh biếm họa ủy mị, phân biệt chủng tộc". Tờ The Independent đưa tin "Một số nhà phê bình... đã tập trung vào giọng của Ngọc Lan và cho rằng tiếng Anh bồi của cô chẳng khác gì sự chế nhạo." Thời báo Los Angeles cho biết, "Nhân vật này cũng phải đối mặt với sự soi mói từ giới phê bình vì thứ giọng bồi và ngữ điệu mà cô thốt ra, một số cây bút cho rằng điều này đã là khuôn mẫu trước khi kịch bản được viết — và màn trình diễn đa chiều, nhiều lớp của Châu — khiến cô ấy trở thành vị anh hùng."
Trong suốt năm 2017, Châu liên tục bị cánh báo chí hỏi về những lời tranh cãi. Một trang web cho biết cô "kiên quyết bảo vệ nhân vật khỏi những chỉ trích mà Châu cảm thấy không đúng về óc thẩm mỹ trong vai diễn". Châu gọi những câu hỏi về giọng nhân vật của mình là "phi nhân cách hóa" và nhận thấy "Khi nhìn cha mẹ mình, tôi không thấy một khuôn mẫu nào cả." Cô mô tả Ngọc Lan "rất đa diện, phức tạp và được khắc họa tốt", đồng thời nói những lời chỉ trích chỉ toàn tập trung vào giọng nhân vật. Châu tâm sự "Tôi không muốn ngữ điệu giọng là thứ mọi người lấy đi nhiều nhất từ bộ phim. Tôi muốn họ thực sự nhìn thấy người phụ nữ này và cảm nhận được nhịp tim của cô ấy." Thời báo New York cho biết nhiều nhà phê bình đồng ý với quan điểm của Châu, vài cây bút dành lời khen và cho rằng màn thể hiện này có khả năng mang về đề cử giải thưởng Viện Hàn Lâm. Vào tháng 1 năm 2018, Châu cho biết:
Với giọng Việt Nam, thường là do chúng tôi có xu hướng làm các công việc hướng đến dịch vụ. Điều đó dẫn đến hàng loạt vấn đề về chủng tộc, giai cấp cũng như sự bất bình đẳng và phân biệt đối xử. Có quá nhiều thứ cần phải giải quyết, vậy nên đây không chỉ là vấn đề về ngữ giọng. Ngọc Lan và các nhân vật thiểu số khác trong câu chuyện này không ở đó chỉ để hỗ trợ nhân vật nam da trắng và phô bày anh ta theo cách tuyệt vời, tích cực. Nếu có bất cứ thứ gì xảy ra, chúng tôi đang cho mọi người thấy anh ấy chính là một phần của vấn đề vì anh không chú tâm đủ. Tôi không thấy có gì sai với điều đó.
Năm 2022, Châu cho biết mặc dù lớn lên ở Mỹ nhưng chắc chắn cô vẫn biết giọng Việt Nam nghe như thế nào, "đôi khi mọi người gặp khó khăn một chút với những câu chuyện được lồng ghép. Mọi chuyện dễ dàng và đơn giản hơn rất nhiều khi phim có dàn diễn viên toàn người châu Á."
Nhà phê bình John Semley của trang tin Salon viết: "Phản ứng đối với nhân vật châu Á trong Downsizing gợi lên những nỗi đau ngày càng tăng trong thế giới thực đi kèm với việc Bắc Mỹ ngày càng phụ thuộc vào sự xuất hiện của những người nhập cư không phải dân châu Âu." Semley nhấn mạnh một nghiên cứu năm 2010 kết luận tình nguyện viên tham gia cho rằng những câu phát biểu mang "nặng ngữ giọng vùng Trung Đông, châu Âu hoặc châu Á" ít trung thực hơn so với những câu tuyên bố của người nói tiếng Anh bản địa. Anh nói: "Có vẻ đủ hợp lý để tin rằng những khán giả - gọi Alexander Payne hoặc chính nữ diễn viên gốc Việt Hồng Châu là hiện thân của rắc rối và kém thẩm mỹ - trên thực tế lại đang đối phó với những nhận thức sai lầm đang tích trữ trong tiềm thức của chính họ."
Ngọc Lan được miêu tả là người theo đạo Cơ đốc, mặc dù khá nhiều người Việt Nam theo đạo Phật và chưa đến 7% dân số theo đạo Thiên Chúa. Malcolm Alsett của Tạp chí điện ảnh Bright Light cho biết Downsizing "mang thông điệp về lòng tốt của Kitô giáo" và chỉ trích cách miêu tả về đạo Chúa của nhân vật, "Vâng, nhiều khán giả Mỹ sẽ nhận ra hành động của cô ấy theo cách mà họ có thể đồng cảm với tư cách là những người đi lễ trong nhà thờ. Thật không may, nó góp phần vào sự trường tồn bền bỉ của khái niệm về lòng tốt và trách nhiệm xã hội là lĩnh vực duy nhất của Cơ đốc giáo, nền tảng của tất cả những gì là đạo đức và luân lý theo nhiều người phương Tây."

## Công nhận
Nhà phê bình văn học Adam Mars-Jones cho biết trong khi những bộ phim như Forrest Gump và Logan Lucky mang "những thông điệp méo mó được gửi đi khi các diễn viên không bị khiếm khuyết về thể chất sở hữu thân hình phi tiêu chuẩn nhờ vào điều kỳ diệu của hiệu ứng đặc biệt", việc bổ sung Hồng Châu vào vai Trần Ngọc Lan trong Downsizing chính là "đặt sự tồn tại của khía cạnh này gần hơn với trung tâm của nó". Mars-Jones nói: "Người đàn bà nóng nảy này trở thành một nhân tố vô cùng hiếm hoi trong phim hơn là một đối tượng tình dục – một chủ thể tình dục, người mà niềm khát khao còn hơn cả sự thèm muốn đã kiểm soát các sự kiện."
Hồng Châu được đề cử hàng loạt giải thưởng danh giá trong làng điện ảnh, nổi bật nhất phải kể đến là hai đề cử giải Quả Cầu Vàng và giải Hiệp Hội Diễn Viên Màn Ảnh dành cho nữ diễn viên phụ xuất sắc nhất. Tờ Vanity Fair viết: "Châu cướp đi mọi cảnh quay của Damon và các bạn diễn nổi tiếng khác trong phim, bao gồm Kristen Wiig, Christoph Waltz và Laura Dern."